# 春日町 (名古屋市)
春日町（かすがちょう）は、愛知県名古屋市中区の地名。

## 歴史

### 町名の由来
春日神社に由来する。

### 沿革
- 1878年（明治11年）12月20日 - 上前津町の一部により、名古屋区春日町として成立[1]。
- 1889年（明治22年）10月1日 - 名古屋市成立に伴い、同市春日町となる[5]。
- 1903年（明治36年）6月25日 - 私立桜花義会看病婦学校が設置される[6]。
- 1904年（明治37年）6月 - 羽柴達玄により、愛知裁縫女学校が設置される[6]。同校は1908年（明治41年）には愛知女子工芸学校、のちに東海工業高等学校と名称を改めている[6]。
- 1908年（明治41年）4月1日 - 中区成立に伴い、同区春日町となる[1]。
- 1936年（昭和11年）1月1日 - 一部が岩井通に編入される[1]。
- 1974年（昭和49年）5月11日 - 住居表示実施に伴い、上前津一丁目および同二丁目に編入され消滅[1]。

### 字一覧
1932年（昭和7年）愛知県教育会発行『明治十五年愛知県郡町村字名調』による名古屋区春日町の字。
- 縄屋横町（なわやよこちょう）[7]
- 長道（ながみち）[7]
- 卯津木（うつぎ）ダラ[7]
- 不二見坂（ふじみざか）[7]